# Sòng bạc trực tuyến
Sòng bạc trực tuyến, hay online casino, còn được gọi là sòng bạc ảo hay sòng bạc Internet là các phiên bản trực tuyến của sòng bạc truyền thống. Sòng bạc trực tuyến cho phép người thích cờ bạc chơi và đánh cược trên các trò chơi casino thông qua Internet. Đây là một hình thức cờ bạc trực tuyến phong phú. Sòng bạc trực tuyến thường cung cấp tỷ lệ cược và tỷ lệ hoàn vốn cao hơn một chút so với các sòng bạc truyền thống. Một số sòng bạc trực tuyến yêu cầu bồi thường phần trăm hoàn vốn cao hơn cho các trò chơi máy đánh bạc và công bố tỉ lệ thanh toán ngay trên trang web của họ. Tỷ lệ thanh toán cho các trò chơi này được thiết lập theo các quy tắc của trò chơi.
Nhiều sòng bạc trực tuyến thuê hoặc mua phần mềm của họ từ các công ty như CryptoLogic Inc (nay là Amaya), International Game Technology, Microgaming, Playtech, và Realtime Gaming. 

## Loại sòng bạc trực tuyến
Các sòng bạc trực tuyến được chia thành hai loại chính: sòng bạc trên trình duyệt và sòng bạc tải xuống. Trước đây, mỗi sòng bạc trực tuyến chỉ sử dụng một trong hai loại này. Nhưng với sự phát triển công nghệ, hiện nay một sòng bạc trực tuyến có thể kết hợp cả hai loại nền tảng.

### Sòng bạc trực tuyến trên web
Sòng bạc trực tuyến dựa trên web (còn gọi là sòng bạc flash) là những trang web nơi người dùng có thể chơi các trò chơi casino mà không cần tải phần mềm xuống máy tính. Trò chơi chủ yếu được thiết kế bằng Macromedia Flash, Macromedia Shockwave hoặc Java và yêu cầu trình duyệt hỗ trợ cho các plugin này. Ngoài ra, băng thông là cần thiết vì tất cả các đồ hoạ, âm thanh và hình động được tải qua web plugin. Một số sòng bạc trực tuyến cũng cho phép chơi thông qua giao diện HTML. Các thiết bị của Apple như iPod, iPad và iPhone không thể chơi các trò chơi Flash vì công nghệ không được hỗ trợ. 

### Sòng bạc trực tuyến tải xuống
Sòng bạc trực tuyến tải xuống yêu cầu tải xuống phần mềm để chơi và cược vào các trò chơi casino được cung cấp. Phần mềm casino trực tuyến kết nối với nhà cung cấp dịch vụ casino và xử lý các liên hệ mà không cần hỗ trợ trình duyệt. Sòng bạc trực tuyến dựa trên tải thường chạy nhanh hơn các sòng bạc trực tuyến dựa trên web vì chương trình đồ hoạ và âm thanh được lưu trữ bởi phần mềm chứ không phải tải từ Internet. Mặt khác, việc tải xuống và cài đặt ban đầu của một khách hàng sòng bạc trực tuyến dựa trên tải mất thời gian. Cũng giống như bất kỳ tải xuống nào từ Internet, nguy cơ chứa phần mềm độc hại tồn tại. 

## Những trò chơi trong sòng bài trực tuyến
Những trò chơi điển hình được cung cấp tại một sòng bạc trực tuyến bao gồm: 
- Baccarat
- Blackjack
- Craps
- Roulette
- Sic bo
- Máy đánh bạc
- Poker
- Keno
- Chơi lô tô
- Cá độ đá banh
- Quay hũ slots
- Xổ số
- Đá gà online
- Bắn cá
- Bắn máy bay

## Tiền thưởng
Nhiều sòng bạc trực tuyến cung cấp các khoản thưởng đăng ký cho người chơi mới làm tiền đặt cọc đầu tiên của họ. Những khoản tiền thưởng này là một hình thức tiếp thị có khả năng thu hút người chơi mới. Nhưng casino trực tuyến chủ yếu chỉ cho người chơi cược một số tiền nhất định trước khi chúng được phép rút. Các sòng bạc trực tuyến đảm bảo rằng người chơi không thể rút tiền của sòng bạc ngay sau khi nhận tiền thưởng. Sòng bạc có thể lựa chọn để hạn chế các trò chơi nhất định từ việc hoàn thành các yêu cầu đặt cược, hoặc để hạn chế người chơi đặt cược thấp hoặc hạn chế chơi "không rủi ro", do đó hoàn thành yêu cầu đặt cược với lợi nhuận được bảo đảm sau khi thưởng được tính vào.

## Tính hợp pháp
Luật cờ bạc trực tuyến thường có những sơ hở do sự phát triển nhanh chóng của công nghệ để củng cố sự phát triển của ngành. Một số nước bao gồm Bỉ, Canada, Phần Lan và Thụy Điển có độc quyền cờ bạc của nhà nước và không cấp giấy phép cho các nhà khai thác casino nước ngoài. Theo luật của họ, các nhà khai thác được cấp phép trên lãnh thổ các nước này chỉ có thể được coi là hợp pháp. Đồng thời, họ không thể truy tố các nhà khai thác casino nước ngoài và chỉ chặn các trang web của họ. Người chơi ở những nước này không thể bị trừng phạt và có thể đánh bạc tại bất kỳ trang web nào họ có thể truy cập. 

### Úc
Đạo luật Cờ bạc Úc năm 2001 (IGA) hình sự hóa việc cung cấp các trò chơi casino trực tuyến bởi một nhà cái bất cứ nơi nào trên thế giới cho những người ở Úc. Nó chỉ nhắm mục tiêu các trang web cờ bạc trực tuyến, dẫn đến tình huống tò mò là không bất hợp pháp đối với một người chơi ở Úc để truy cập và đánh bạc tại sòng bạc trực tuyến. Không có nhà điều hành thậm chí đã bị buộc tội vi phạm theo IGA và nhiều sòng bạc trực tuyến chấp nhận khách hàng Úc. Vào tháng 6 năm 2016, Chính phủ Nam Úc đã trở thành tiểu bang hoặc lãnh thổ đầu tiên trên thế giới áp dụng 15% thuế tiêu thụ (POCT) được xây dựng dựa trên bản UK POCT 2014.

### Bỉ
Đạo luật cá cược Bỉ cho phép cờ bạc trực tuyến, nhưng chỉ trong những điều kiện và giám sát rất nghiêm ngặt.

### Canada
Luật hình sự của Canada cho biết chỉ có chính quyền tỉnh và các tổ chức từ thiện do chính quyền tỉnh cấp phép có thể điều hành một sòng bạc ở Canada. Nó cũng cấm người dân không tham gia vào bất kỳ chương trình xổ số, trò chơi mang tính cá cược hoặc hoạt động cờ bạc nào không được cấp phép hoặc điều hành bởi chính quyền tỉnh. Trong năm 2010, Tổng công ty Xổ số British Columbia đã ra mắt casino trực tuyến đầu tiên của Canada PlayNow. Tỉnh Quebec cũng điều hành một casino trực tuyến hợp pháp thông qua Loto-Québec.
Mặc dù luật này có hiệu lực, Kahnawake First Nation ở Quebec với vị thế là quốc gia có chủ quyền, có thể ban hành luật cờ bạc của mình, và đã cấp phép và lưu trữ gần 350 trang web cờ bạc, mà không bị truy tố.

### Đức
Luật về Casino trực tuyến của Đức năm 2012 (EU) thường được mô tả là một vấn đề rất phức tạp. Ủy ban Châu Âu thông qua chương trình "Thí điểm Châu Âu" gần đây đã đặt câu hỏi về những bước đi mà họ dự định thực hiện để loại bỏ độc quyền cá cược thể thao hiện tại do nhà nước- sở hữu Oddset và cũng xem xét lại lập trường của mình về cấm chơi casino trực tuyến và trò chơi poker hiện đang tồn tại và phát triển ở nước này. 
Cuộc đình công gần đây nhất của Cơ quan lập pháp Đức là từ Toà án Tư pháp Liên minh châu Âu (CJEU) gần đây đã phán quyết chống lại luật chơi game trực tuyến hạn chế của đất nước, trong đó có tuyên bố rõ ràng "Ngoài phán quyết của Toà án, từ đó có thể cho rằng luật pháp quốc gia không phù hợp với luật của EU, tất cả các cơ quan của một Quốc gia Thành viên có liên quan đều có nghĩa vụ phải khắc phục tình trạng đó ", Thẩm phán Advocate General Szpunar tuyên bố vào năm 2015. 

### Vương Quốc Anh
Tại Vương Quốc Anh, Luật Gambling Bill đã được thông qua thành luật vào năm 2005 cho tất cả các vấn đề về cờ bạc trực tuyến, cho phép các trang web cá cược trực tuyến có Giấy phép cờ bạc cung cấp cược trực tuyến cho công dân Vương quốc Anh. Vào năm 2014, chính phủ Anh đưa ra Luật về Cờ bạc năm 2014 mà ngoài luật ban đầu năm 2005, yêu cầu nhà khai thác cờ bạc trực tuyến nước ngoài cung cấp cho các người chơi có được giấy phép của Vương quốc Anh. Quy định mới yêu cầu các nhà khai thác phải trả 15% Thuế Tiêu thụ (POCT), điều đó đã gây ra một cuộc di cư của một số nhà khai thác từ Đảo Anh. Tuy nhiên, cuộc di dân này đã không kéo dài trong hầu hết các trường hợp vì lợi ích lớn hơn các khối stumbling, do Anh là một thị trường lớn cho cờ bạc trực tuyến.
Một số nhà cái tài trợ cho các đội bóng Anh như W88 tài trợ cho Wolves , Dafabet tài trợ cho đội bóng Nowich City, M88 nhà cái tài trợ đội bóng Bournemouth... Đây là mối liên hệ đã có từ vài thập kỷ qua tại bóng đá Anh và không ít thuyết âm mưu cho rằng điều này tạo ra những sức ép vô hình ảnh hưởng đến kết quả các trận đấu

### Hoa Kỳ
Tại Hoa Kỳ, tính hợp pháp của cờ bạc trực tuyến được bàn cãi và có thể khác nhau giữa các tiểu bang. Đạo luật Cờ bạc Trực tuyến bất hợp pháp năm 2006 (UIGEA) giới hạn khả năng giao dịch của các ngân hàng và bên xử lý thanh toán với các trang web cờ bạc internet bất hợp pháp theo bất kỳ luật liên bang hoặc tiểu bang nào.Tuy nhiên nó không xác định tính hợp pháp hoặc cách khác của một trang web cờ bạc dựa trên internet. Người ta thường cho rằng Đạo luật Liên bang Dây buộc tất cả các hình thức cờ bạc trực tuyến. Tuy nhiên, trong tháng 12 năm 2011, Bộ Tư pháp Hoa Kỳ đã đưa ra một tuyên bố rõ ràng rằng Đạo luật về Dây chỉ áp dụng cho các trang web cá cược thể thao chứ không phải các sòng bạc trực tuyến, xi phe hoặc xổ số, để lại định nghĩa về tính hợp pháp cho từng tiểu bang. Một số tiểu bang như Nevada, Delaware và New Jersey đã bắt đầu quá trình hợp pháp hóa và điều chỉnh cờ bạc trực tuyến và dự kiến rằng các quy định sẽ tiếp tục trên cơ sở của từng tiểu bang.

### Việt Nam
Tính đến 2019, việc cá cược thể thao, chủ yếu là cá độ bóng đá được coi là bất hợp pháp tại Việt Nam mặc dù nó khá phổ biến và gần như công khai. Người chơi đặt cược thông qua các đại lý, địa điểm thường ở các quán cafe bóng đá. Một số trang web cá độ chuyển sang dùng ví tiền ảo hoặc bitcoin để thanh toán cho người chơi để tránh các vấn đề pháp lý phát sinh do C50 chưa xử lý được những đối tượng lợi dụng chuyển tiền qua hình thức này. Từ cuối 2006, các cơ quan liên quan đã đặt vấn đề quản lý và cho phép công khai đối với các hình thức cá cược kết quả của bóng đá, đua ngựa và đua chó.
Tuy nhiên, đến 2017, Việt Nam vẫn chưa có bộ khung pháp lý cho loại hình kinh doanh này. Ngày 13.9.2017, sau khi làm việc với Bộ trưởng Nguyễn Ngọc Thiện, Tổng cục trưởng Tổng cục TDTT Vương Bích Thắng vẫn chưa thống nhất việc đưa các giải đấu bóng đá châu Âu và bóng đá Việt Nam vào danh sách cá cược hay không. Còn Bộ Tài chính vẫn chưa thể xây dựng và ban hành các mức thuế dành cho doanh nghiệp kinh doanh cá độ.